# Cañaveral
Cañaveral ist ein Ort und eine Gemeinde  (municipio) mit 1.008 Einwohnern (Stand: 2024) in der spanischen Provinz Cáceres in der Autonomen Gemeinschaft Extremadura. Zur Gemeinde gehören neben dem Hauptort die Ortschaften La Estación und Grimaldo.

## Lage und Klima
Cañaveral liegt in einer Höhe von ca. 440 m. Der Tajo fließt an der südlichen Gemeindegrenze entlang. Das Stadtzentrum von Cáceres befindet sich ca. 33 Kilometer südlich. Durch die Gemeinde führt die Autovía A-66. 

## Bevölkerungsentwicklung
| Jahr      | 1970 | 1981 | 1991 | 2001 | 2011 | 2021 |
| Einwohner | 2429 | 2027 | 1717 | 1406 | 1196 | 1035 |

## Sehenswürdigkeiten
- Ruinen des Konvents von Moheda
- Marinenkirche (Iglesia de Santa Marina)

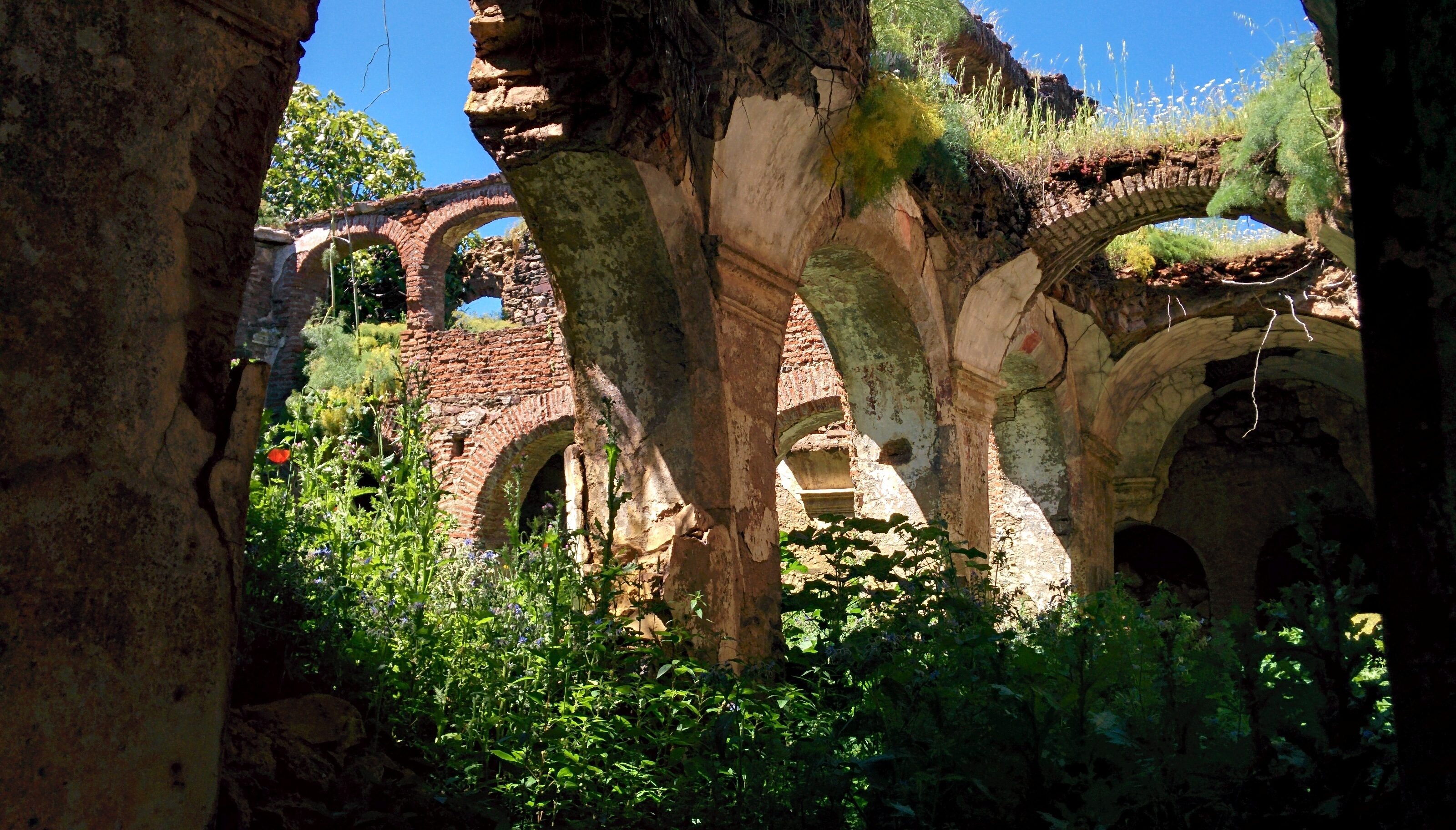
Konventsruinen
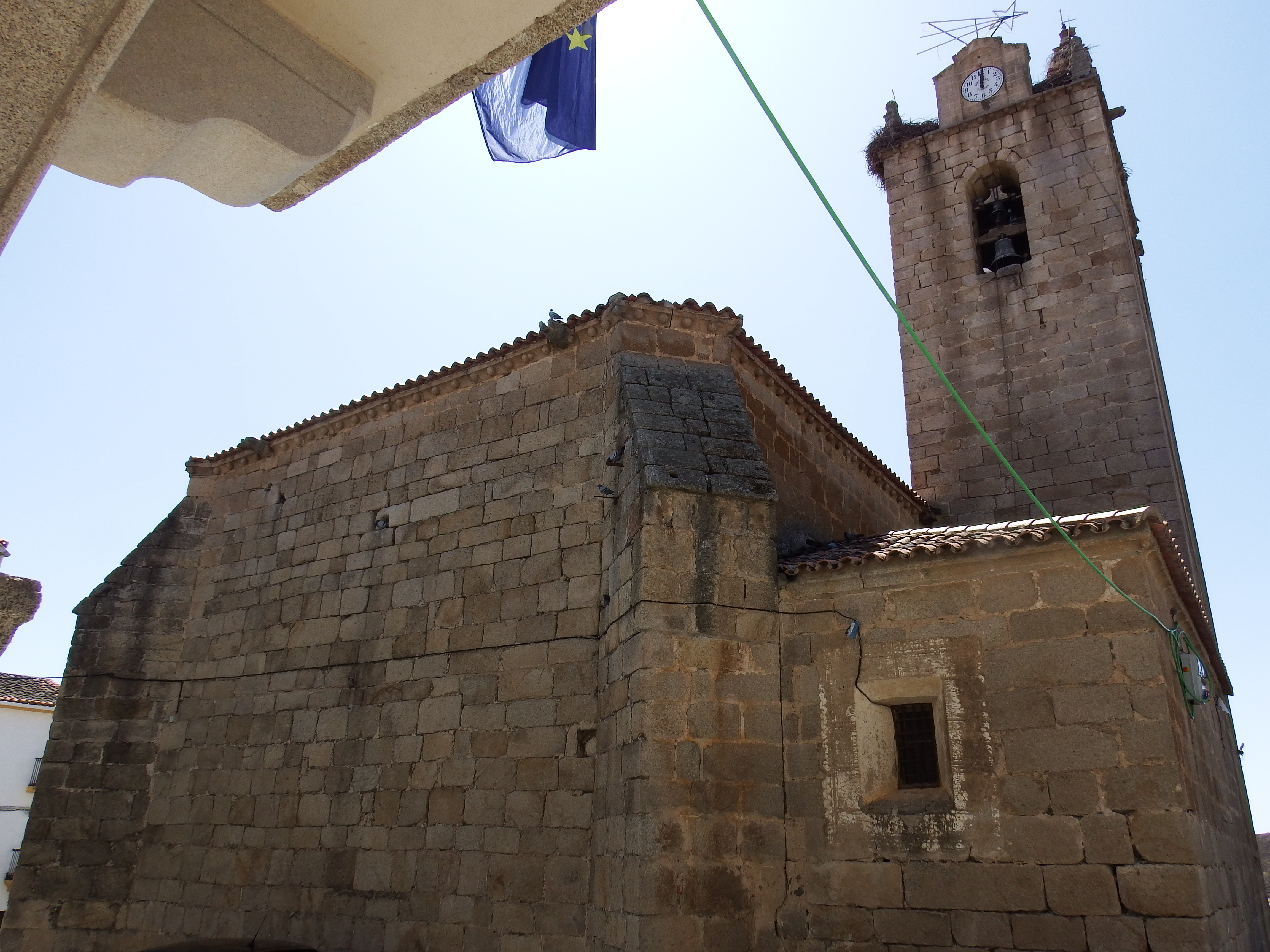
Marinenkirche
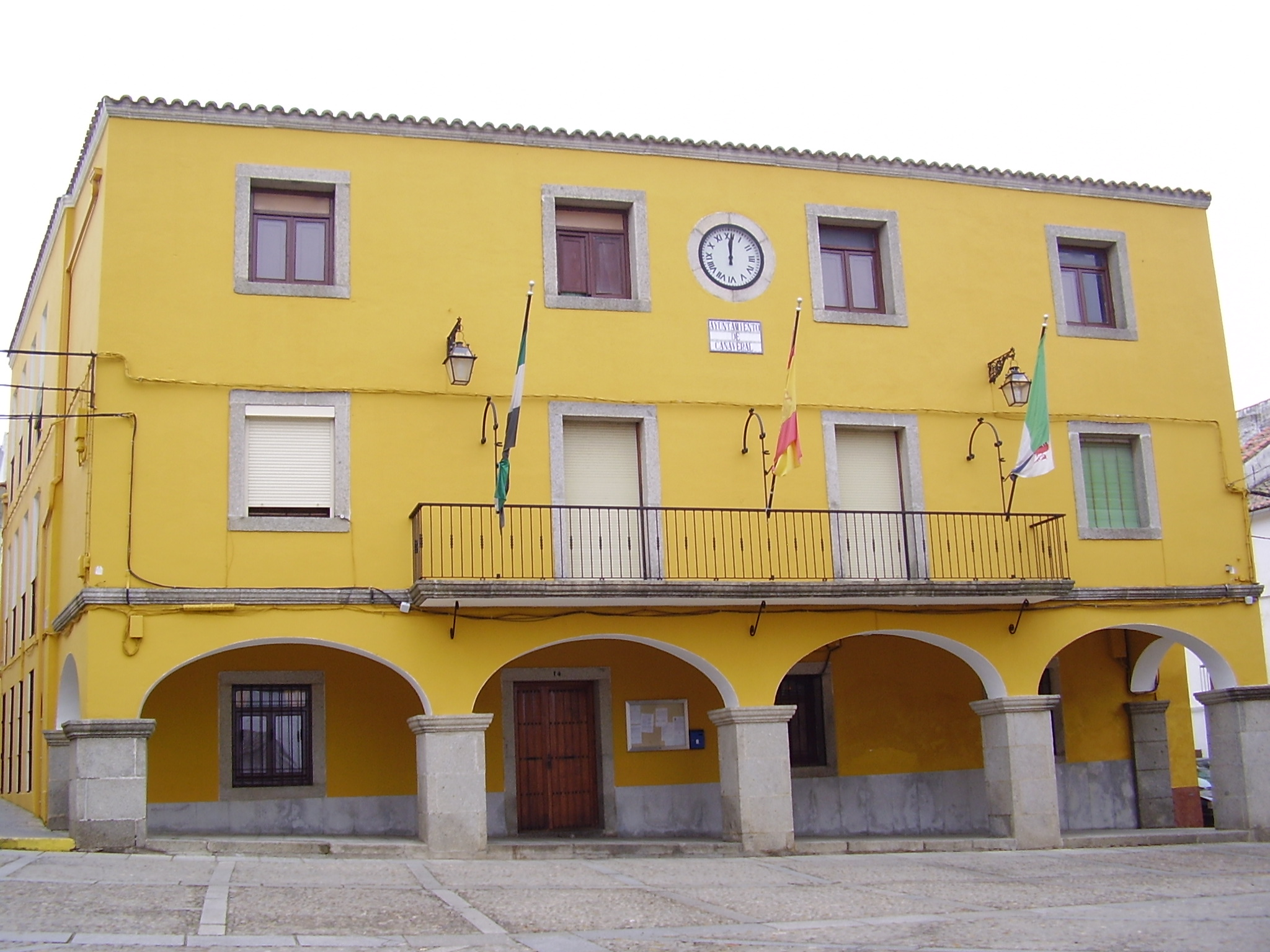
Rathaus